# 島田彩夏
島田 彩夏（しまだ あやか、1974年5月12日 - ）は、フジテレビのチーフアナウンサー、報道局解説委員。

## 略歴
愛知県豊橋市出身。
愛知県立豊橋東高等学校、上智大学外国語学部ロシア語学科卒業後、1998年4月、フジテレビに入社。同期入社には荒瀬詩織、西岡孝洋、八馬淳也。
入社後は一貫して報道番組を担当。2002年4月より『報道2001』の総合司会を務め、2004年8月に映画『華氏911』監督のマイケル・ムーアに単独インタビューを果たす。
2006年10月より平日の『FNNスピーク』を担当。2007年3月で『報道2001』を降板し、後輩の長野翼に交代。5年間の担当は歴代女性総合司会で最長だった。
2009年7月に実業家の近藤正純ロバートと結婚。
2014年10月27日、第1子長男を出産。
2016年2月23日、第2子次男を出産。
2017年4月より『新報道2001』の総合司会を担当（同年10月まで）。育児休暇から2年半ぶりに本格復帰した。同年10月より『みんなのニュース』メインキャスターを担当。
次番組となる『プライムニュース イブニング』においても引き続き、メインキャスターを担当している。
2022年9月27日に実施された故安倍晋三国葬儀の司会を務めた。

## 人物
- 英語検定準1級所持。
- 好物はラーメン。趣味は犬全般、お酒、器、アンティーク[11]。
- 幼い頃からジャッキー・チェンのファン。
- 金城武のファンであり、フジテレビ製作の主演ドラマ『神様、もう少しだけ』を好きなドラマに挙げている[12]。

## 出演番組
太字は出演中
- FNN Live News days（2019年4月1日 - 、メーンキャスター）
- ダウンタウンなう（2020年2月28日、4月10日 - （佐藤仁美が担当しない回）、ナレーション）
- 呼び出し先生タナカ（2022年4月24日 -、ナレーター）
- FNNスーパーニュース（土・日曜スポーツキャスター、平日関東ローカル枠リポーター）
- 発掘!あるある大事典（関西テレビ、菊間千乃不在時の代役）
- 情報プロジェクトS（総合司会）
- iQバトル!20世紀（フジテレビ721、1999年 - 2000年、司会）
- 新常識クイズ! 目からウロコ（2001年）
- おすピー&ロンブーの起きなさいよッ!!（2005年4月3日 - 2006年9月24日、ナレーター）
- 報道2001（2002年4月 - 2007年3月25日、総合司会）
- ハピふる!（2007年10月 - 2008年9月、「スピーク一番出し」キャスター、奥寺健と交代で担当）
- 晴れたらイイねッ!Let'sコミミ隊（不定期）
- 知りたがり!（2010年3月29日 - 2012年3月30日、月 - 金曜日 10:18 - 10:20頃の最新ニュース）
- FNNスピーク（2006年10月2日 - 2014年3月28日）
- BSフジLIVE プライムニュース（2009年10月2日 - 2014年9月、金曜日→月曜日 - 木曜日）
- 空の向こうのOMOTENASHI（2011年4月16日 -  2014年9月、ナレーション）
- ワイドナショー（2013年10月15日 -  2014年9月、ナレーション）
- モウソリスト（2013年10月16日 - 2014年9月、ナレーション）
- 新報道2001（2017年4月 - 9月、総合司会）
- みんなのニュース（2017年10月2日 - 2018年3月30日、メインキャスター）
- プライムニュース イブニング（2018年4月2日 - 2019年3月29日、メインキャスター）